# Podnoszenie ciężarów na Letnich Igrzyskach Olimpijskich 2024 – waga ponad 102 kg mężczyzn
Rywalizacja w wadze powyżej 102 kg mężczyzn w podnoszeniu ciężarów na Letnich Igrzyskach Olimpijskich 2024 została rozegrana w dniu 10 sierpnia 2024 roku na terenie hali Paris Expo Porte de Versailles.

## Terminarz
| Data        | Godzina |       |
| ----------- | ------- | ----- |
| 10 sierpnia | 20:30   | Finał |

## Wyniki
| Pozycja | Zawodnik             | Reprezentacja | Rwanie | Rwanie | Rwanie | Rwanie | Podrzut | Podrzut | Podrzut | Podrzut | Wynik |
| Pozycja | Zawodnik             | Reprezentacja | 1      | 2      | 3      | Wynik  | 1       | 2       | 3       | Wynik   | Wynik |
| ------- | -------------------- | ------------- | ------ | ------ | ------ | ------ | ------- | ------- | ------- | ------- | ----- |
| złoto   | Lasha Talakhadze     | Gruzja        | 210    | 215    | 220    | 215    | 247     | 255     | —       | 255     | 470   |
| srebro  | Varazdat Lalayan     | Armenia       | 210    | 215    | 218    | 215    | 247     | 252     | 256     | 252     | 467   |
| brąz    | Gorr Minasjan        | Bahrajn       | 210    | 216    | 220    | 216    | 245     | 255     | 255     | 245     | 461   |
| 4       | Ali Dawudi           | Iran          | 200    | 201    | 205    | 205    | 242     | 257     | 257     | 242     | 447   |
| 5       | Man Asaad            | Syria         | 191    | 197    | 201    | 197    | 235     | 241     | 253     | 241     | 438   |
| 6       | Ali Rubaiawi         | Irak          | 195    | 195    | 200    | 200    | 230     | 237     | 247     | 237     | 437   |
| 7       | Abdelrahman El-Sayed | Egipt         | 178    | 183    | 190    | 183    | 225     | 233     | 233     | 233     | 416   |
| 8       | David Liti           | Nowa Zelandia | 178    | 182    | 184    | 184    | 224     | 231     | 235     | 231     | 415   |
| 9       | Mart Seim            | Estonia       | 175    | 180    | 183    | 180    | 220     | 237     | 237     | 220     | 400   |
| 10      | Eishiro Murakami     | Japonia       | 170    | 180    | 180    | 180    | 200     | 220     | 230     | 220     | 400   |
| 11      | Kamil Kučera         | Czechy        | 100    | 110    | —      | 110    | 120     | 140     | —       | 140     | 250   |
| —       | Walid Bidani         | Algieria      | 190    | 190    | —      | —      | —       | —       | —       | —       | DNF   |